# Mart Seim
Mart Seim (* 24. Oktober 1990 in Rakvere) ist ein estnischer Gewichtheber. Er tritt bei Wettkämpfen in der Gewichtsklasse über 109 kg Körpergewicht an (Superschwergewicht).

## Karriere
Seims erster internationaler Wettkampf war bei den Europameisterschaften 2013, in welche er in der Gewichtsklasse Superschwergewicht den achten Platz belegte. 2014 erreichte er bei den Europameisterschaften in Tel Aviv den sechsten Gesamtrang, während er bei den Weltmeisterschaften den vierten Platz erzielte. 2015 gewann er bei den Weltmeisterschaften in Houston mit den zweiten Platz seine erste internationale Medaille. Im folgenden Jahr gewann er die Bronzemedaille bei den Europameisterschaften. Im gleichen Jahr nahm er erstmals an den Olympischen Sommerspielen teil. Mit einem Gesamtgewicht von 430 kg erzielte er den siebten Rang.
2017 beendete er die Europameisterschaften und die Weltmeisterschaften auf dem fünften Platz. Die Weltmeisterschaften schloss er auf dem sechsten Gesamtrang ab.
Im nächsten Jahr erzielte er den 18. Platz bei den Weltmeisterschaften. Bei den Weltmeisterschaften 2021 erreichte er den 12. Rang.